# 23 Batalion Radiotechniczny
23 Batalion Radiotechniczny – jednostka wojsk radiotechnicznych Sił Zbrojnych Rzeczypospolitej Polskiej.
Batalion sformowano w 1974 roku na bazie 3 batalionu radiotechnicznego. W latach 1998–2001 w skład batalionu zostały włączone pododdziały z rozformowanych 21., 22., 27. i 28 batalionu radiotechnicznego. 1 stycznia 2008 roku 23 brt został rozformowany.
Decyzją Ministra Obrony Narodowej nr 260/MON/PSSS z dnia 10 sierpnia 2005 wprowadzono odznakę pamiątkową i oznakę rozpoznawczą.
Decyzją Ministra Obrony Narodowej nr 325/MON z dnia 27 września 2005 ustanowiono doroczne święto batalionu.

## Skład
- dowództwo – Redzikowo
- 230 kompania radiotechniczna – Głobino;
- 231 kompania radiotechniczna – Unieście;
- 232 kompania radiotechniczna – Duninowo;
- 233 kompania radiotechniczna – Łękinia.

## Dowódcy batalionu
- ppłk Zygmunt Górnicki – 1974-1986
- ppłk Leszek Glazik – 1986-1988
- ppłk Marian Gniadek – 1988-1991
- ppłk Jerzy Brzywca – 1991-1992
- ppłk Jerzy Pawelec – 1992-1997
- ppłk Marek Kopko – 1997-2003
- ppłk Andrzej Stanulewicz – 2003-2004
- ppłk  Stanisław Czeszejko – 2004-2006
- ppłk. Władysław Wadas – 2006-2007
- ppłk.Zbigniew Perzyna – 2007-2008[4]